# The La's

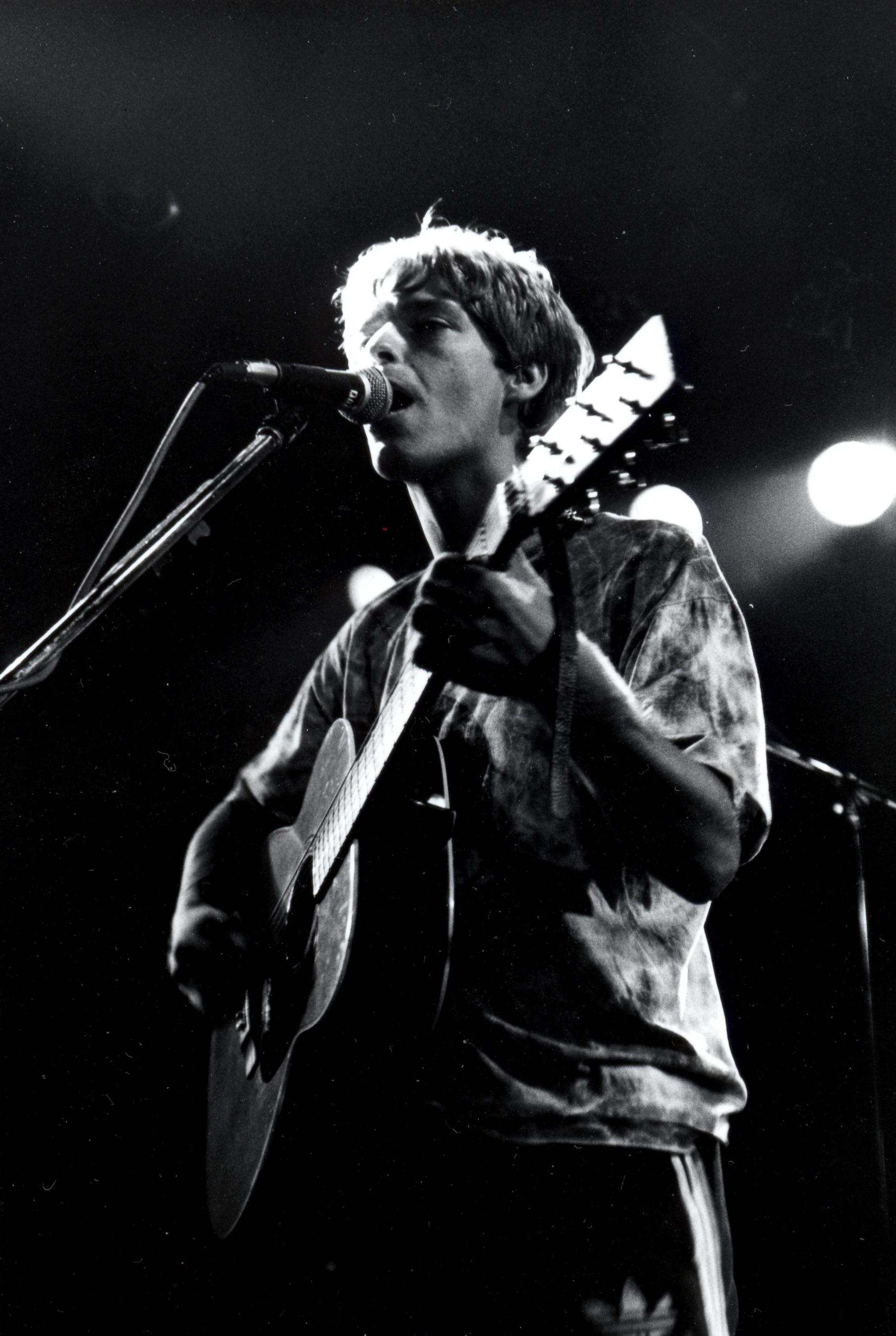
Frontman Lee Mavers van The La's

The La's was een Engelse band uit Liverpool. De band rond frontman Lee Mavers was actief van 1983 tot 1992. Het bandgeluid van The La's werd bepaald door tweestemmige samenzang en gitaren en doet denken aan bands uit de jaren '60 als The Beatles en Gerry & The Pacemakers. Hoewel de band slechts één album maakte is de invloed van The La's hoorbaar in de stroming die later Britpop genoemd zou worden. De single 'There She Goes' was een bescheiden hit.